# Mamífer prehistòric

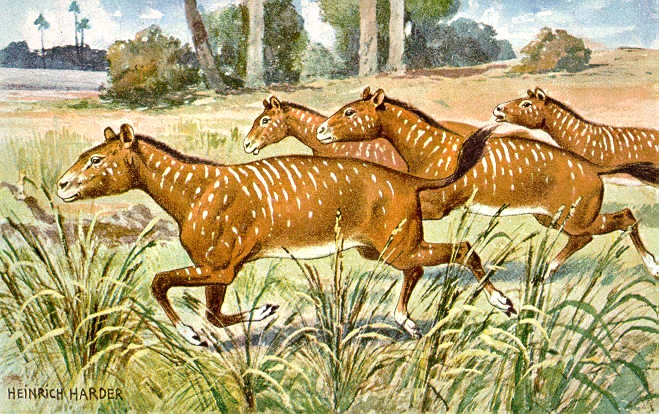
Mesohippus

Els mamífers prehistòrics són tots aquells mamífers que visqueren durant la prehistòria, sovint confosos amb dinosaures. Se sap que conegueren dues grans explosions evolutives, una fa 93 milions d'anys (Cretaci superior) i l'altra fa uns 50 milions d'anys (Eocè inferior).

## Evolució
Els mamífers evolucionaren a partir dels cinodonts, un grup de 《rèptils》 carnívors que visqueren a finals del Paleozoic. El primer mamífer autèntic conegut és Juramaia sinensis, un petit euteri que visqué durant el Juràssic superior.